# Wieden (Gemeinde Bad Hofgastein)
Wieden (früher auch Widen) ist eine Rotte, eine Ortschaft und eine Katastralgemeinde in der Marktgemeinde Bad Hofgastein im österreichischen Bundesland Salzburg.

## Geografie
Die Katastralgemeinde Wieden erstreckt sich über eine Fläche von 2.640,03 ha (Stand: 31. Dezember 2023).
Zur Ortschaft Wieden gehören die gleichnamige Rotte Wieden, der Einzelhof Hochsteingut und die Almen Fundner-Heimalm, Schmaranzalm und Wiedner Alm. Die Ortschaft umfasst 78 Adressen (Stand: 1. April 2020) und hat 249 Einwohner (Stand: 1. Jänner 2025).
Die Rotte Wieden liegt an der westlichen Talseite des Gasteinertals. An ihren Rändern ist sie nur locker besiedelt und hat einen bäuerlichen Charakter. Nördlich der Siedlung fließt der Wiedner Almbach, ein Zubringer der Gasteiner Ache. Am westlichen Ortsrand verläuft die Strecke der Tauernbahn. Sie überquert hier den Wiedner Almbach über die Wiednerbach-Brücke.

## Geschichte
Der Ortsname Wieden verweist darauf, dass die meisten Güter vor Ort Widum des Pfarrers von Gastein waren.
Schwerer Hagel zerstörte am 24. Juni 1928 fast die gesamte Ernte im Ort. Das Gasteinertal war im Sommer 1933 erneut von mehrmaligen Unwetterkatastrophen mit schwerem Hagel, Überschwemmungen und Vermurungen betroffen. Dabei wurden die Ernte vernichtet und Sachschäden an Gebäuden verursacht. So richtete etwa Hagel am 19. August 1933 in Wieden, Anger, Gadaunern, Vorderschneeberg und Weinetsberg schwere Schäden an.

## Kultur und Sehenswürdigkeiten
Das Schmaranzgut (Wieden Nr. 9) weist ein altes und ein neues Wohnhaus auf, die durch einen Gang miteinander verbunden sind. Das alte Wohnhaus ist in Blockbauweise errichtet, hat kleine Fenster und eine gemauerte Rauchstube. Das neue Wohnhaus ist ein reich verziertes typisches Pongauer Mittelflurhaus.
Der Wiedner Pass ist eine der zahlreichen Krampus-Gruppen („Passen“) des Gasteinertals. Er bestand zunächst ab 1947 sowie von 1978 und 1992. Im Jahr 1996 wurde er erneut gegründet. Weitere in Wieden aktive Krampus-Gruppen sind der 1988 gegründete Mitterberger-Pass, der 1995 gegründete Herreiter-Pass, der 2008 gegründete Wiedner-Schock-Pass und der 2013 gegründete Hoch’n-Stoa-Pass.

## Infrastruktur
Die Siedlung ist über die Bushaltestelle Bad Hofgastein Wieden an den öffentlichen Verkehr angeschlossen. Die schwere Mountainbikestrecke Biberalm–Wiedneralm führt durch den Ort.